# Astragalus atwoodii
Astragalus atwoodii là một loài thực vật có hoa trong họ Đậu. Loài này được S.L.Welsh & K.H.Thorne miêu tả khoa học đầu tiên.